# Метаболон
Метаболо́н — надмолекулярный комплекс ферментов, катализирующих последовательные стадии метаболического пути и структурных элементов клетки. В состав метаболона включается не только комплекс ферментов, выполняющих определённую метаболическую функцию, но и опорный участок клеточной структуры (участок мембраны, цитоскелет и т.п.), на котором комплекс адсорбирован. Пример такого метаболона - комплекс гликолитических ферментов вместе с белками в мембране эритроцитов или актин в составе цитоскелета.